# Pierfelice Zazzera
Pierfelice Zazzera (Putignano, 20 giugno 1967) è un politico italiano.
Come medico ha lavorato, in qualità di nefrologo, presso l'ospedale di Gioia del Colle; nel 2008 è stato eletto alla Camera dei deputati per il movimento Italia dei Valori.
Ricandidato nel 2013 con Rivoluzione Civile, Zazzera non è stato rieletto a causa del mancato raggiungimento della soglia di sbarramento del 4%.
Nel 2018 aderisce al Movimento Cinque Stelle.

## I primi anni
Cittadino monopolitano, liberale e liberista, nel 1996 ha partecipato alla formazione di Speranza Monopoli, una lista civica nata in funzione delle elezioni amministrative della città pugliese.
Nel 1998 aderisce all'Italia dei Valori e in seguito assume la carica di segretario cittadino e poi provinciale dello stesso partito a Bari.
Nell'ottobre 2005 diventa coordinatore regionale dell'Italia dei Valori in Puglia. In precedenza ha aderito a La Rete, il movimento politico fondato da Leoluca Orlando.
È stato membro della Commissione Cultura della Camera dei deputati.

## Attività politica
Con 80,49% di presenze alle votazioni elettroniche, di ben 4 punti percentuali superiore alla media, risulta essere uno dei parlamentari più attivi, contrario al "milleproroghe" e alla questione di fiducia al Governo, è primo firmatario di 7 disegni di legge e di 62 interrogazioni in commissione.
La sua attività parlamentare risulta sostanzialmente in linea con le proposte e le idee esaminate in campagna elettorale, prima su tutte l'abolizione delle Province. Contrario infatti alla sospensione dell'esame legge per l'abolizione delle stesse, non tralascia l'analisi e la diffusione in Parlamento dei valori chiave del suo movimento quali legalitarismo e liberalismo sociale.
In prima linea per portare chiarezza all'omicidio irrisolto di Giuseppe Basile, consigliere comunale IDV di Ugento assassinato nel giugno del 2008, si è interessato più volte alle annose questioni delle carceri nazionali ed in particolare degli istituti di pena pugliesi.